# 穆齐耶伊帕南
穆齐耶伊帕南（法語：Mouzieys-Panens）是法国南部-比利牛斯大区 塔恩省的一个市镇，属于阿尔比区 谢河畔科尔德县。该市镇2009年时的人口 为236人。

## 人口
穆齐耶伊帕南人口变化图示
| 数据来源：INSEE |